# 鋸緣攝龜
鋸緣閉殼龜，舊名鋸緣攝龜（学名：Cuora mouhotii）为地龟科閉殼龜屬下的爬行动物。分布于中南半島经泰国到缅甸、印度以及中国大陆的南部、海南等地，常栖息于山区、林地内。该物种的模式产地在老山、泰国。